# Basserolis franklinae
Basserolis franklinae là một loài chân đều trong họ Serolidae. Loài này được Poore miêu tả khoa học năm 1990.